# Bedelen

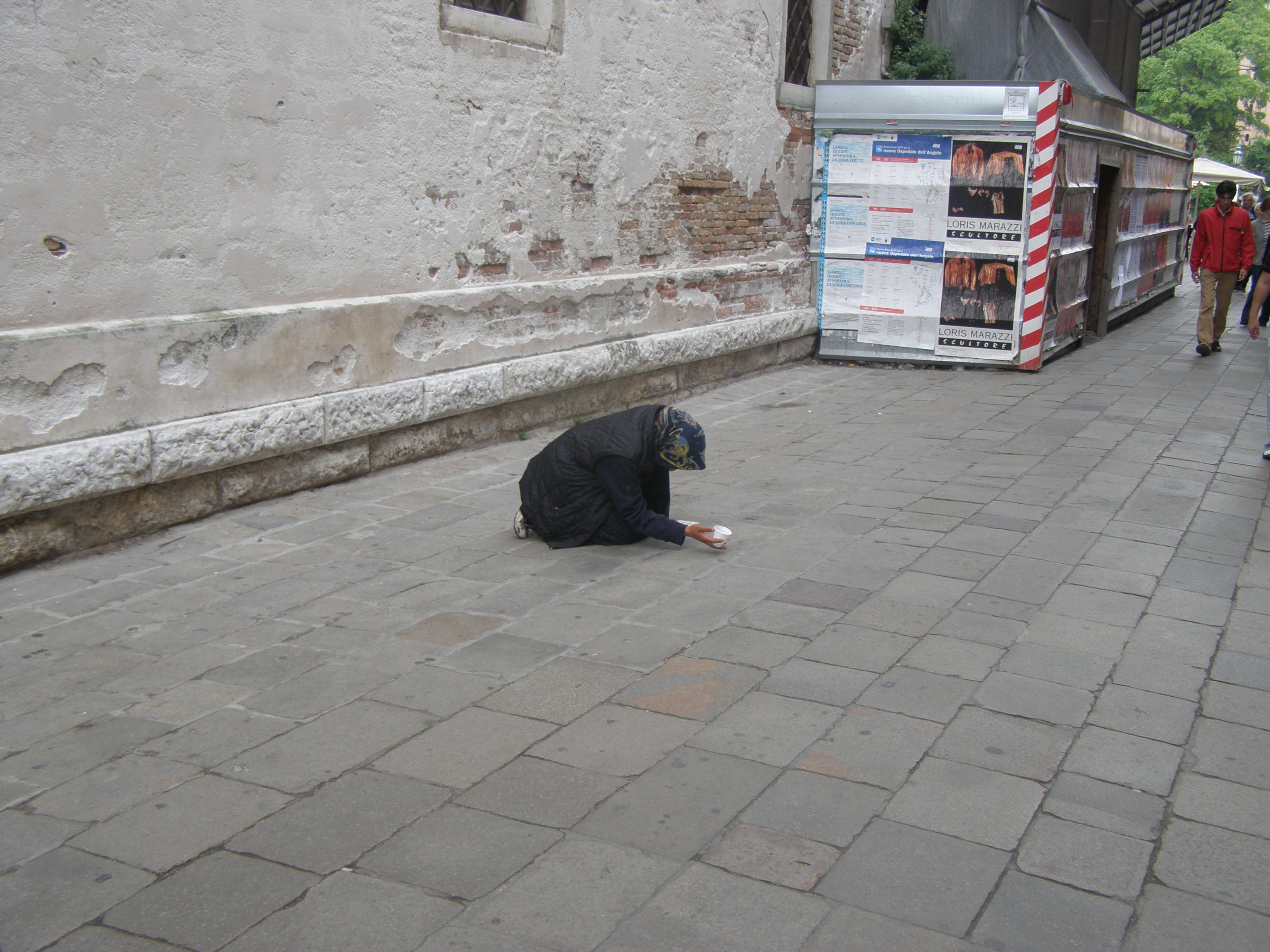
Bedelaar in Venetië, 2008

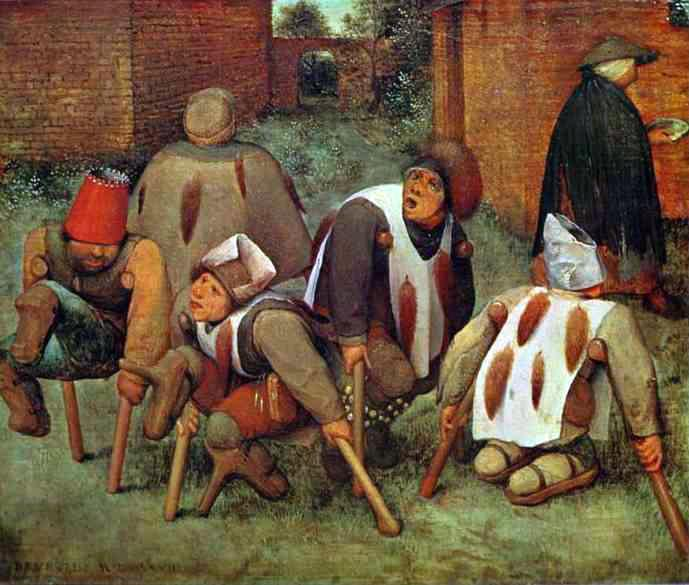
Schilderij van Pieter Bruegel de Oudere, 1568

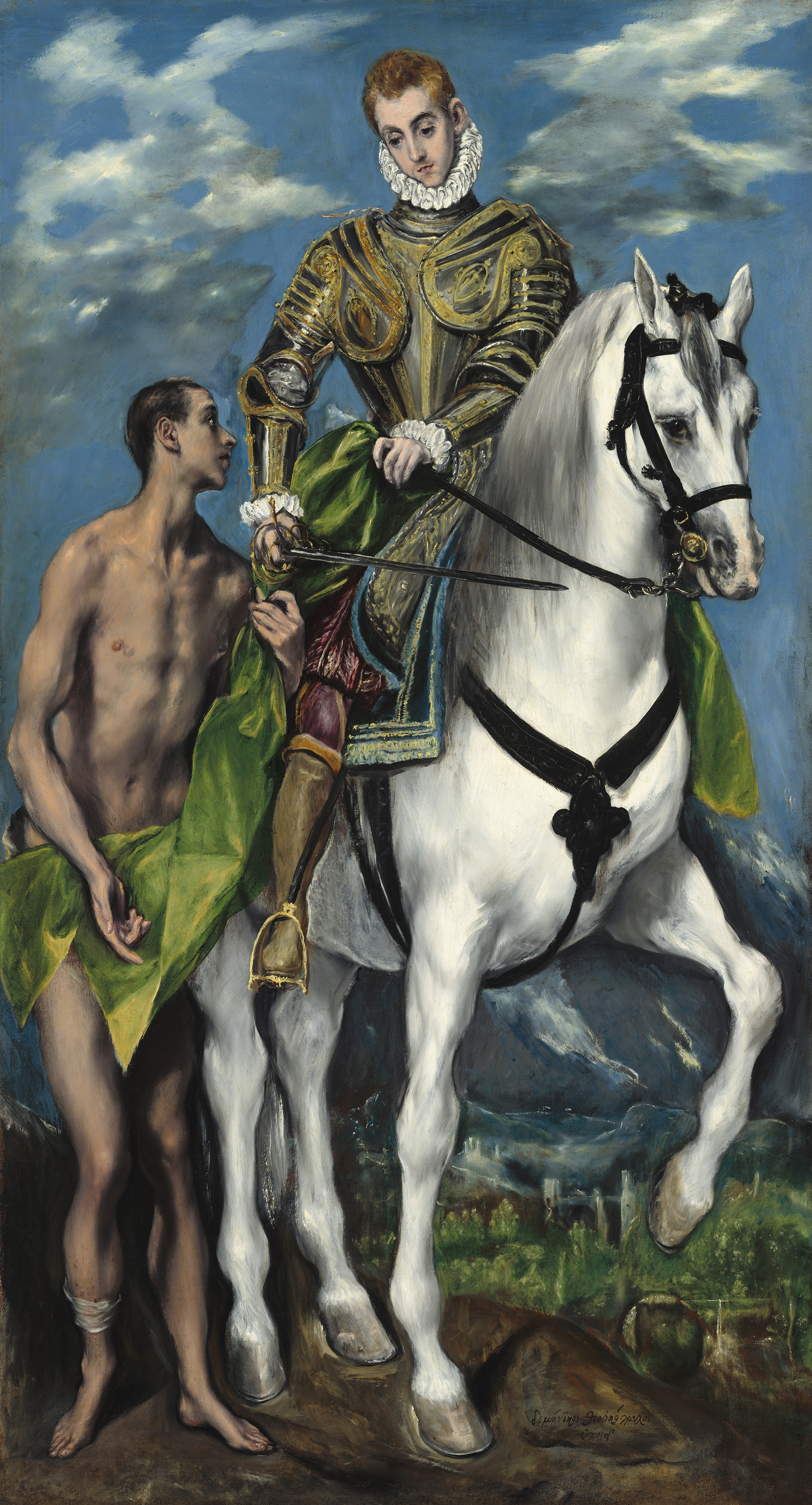
Sint Martinus en de bedelaar, El Greco, ca. 1597-1599

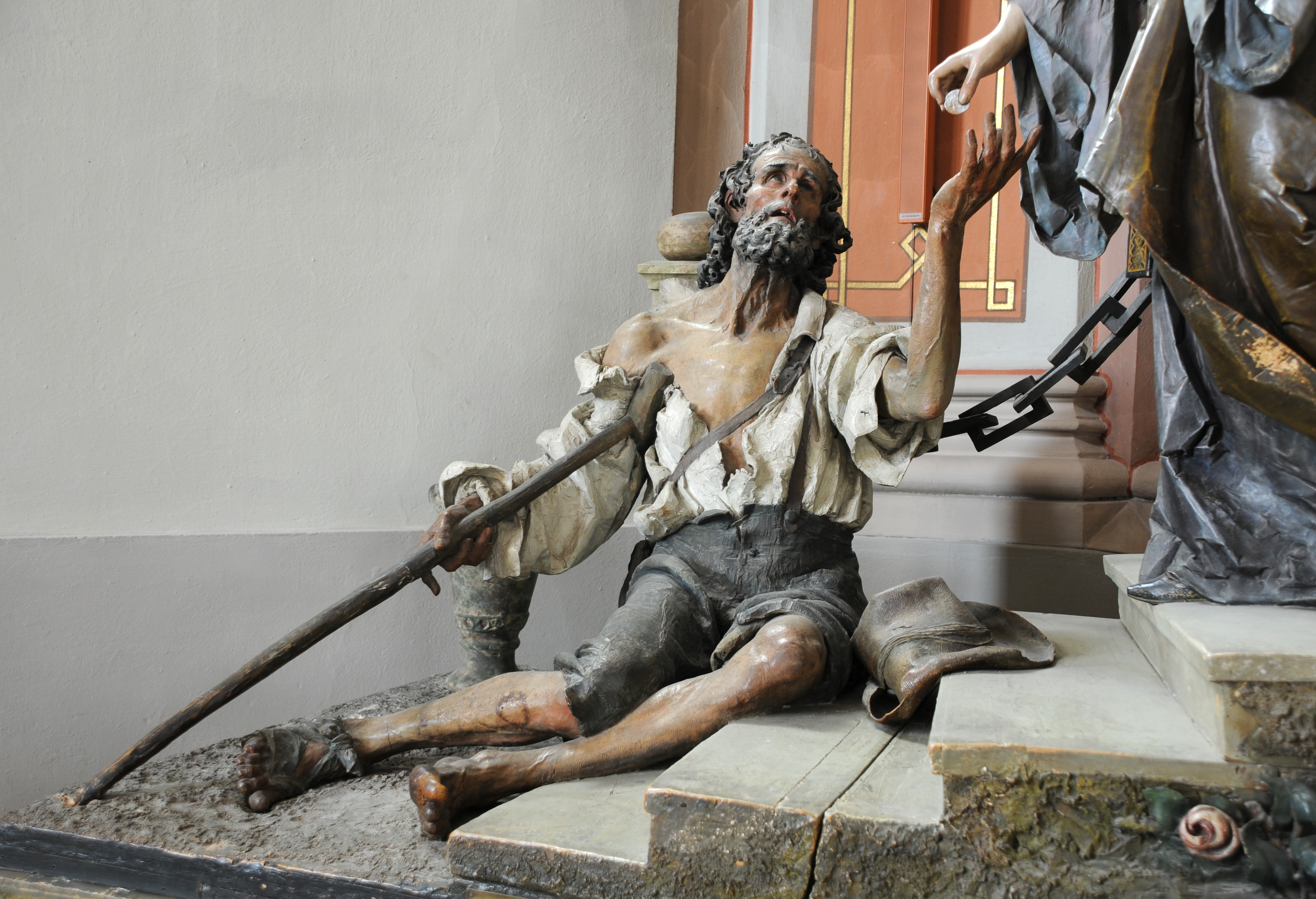
Beeld in de Pfarrkirche St. Ulrich in Gröden

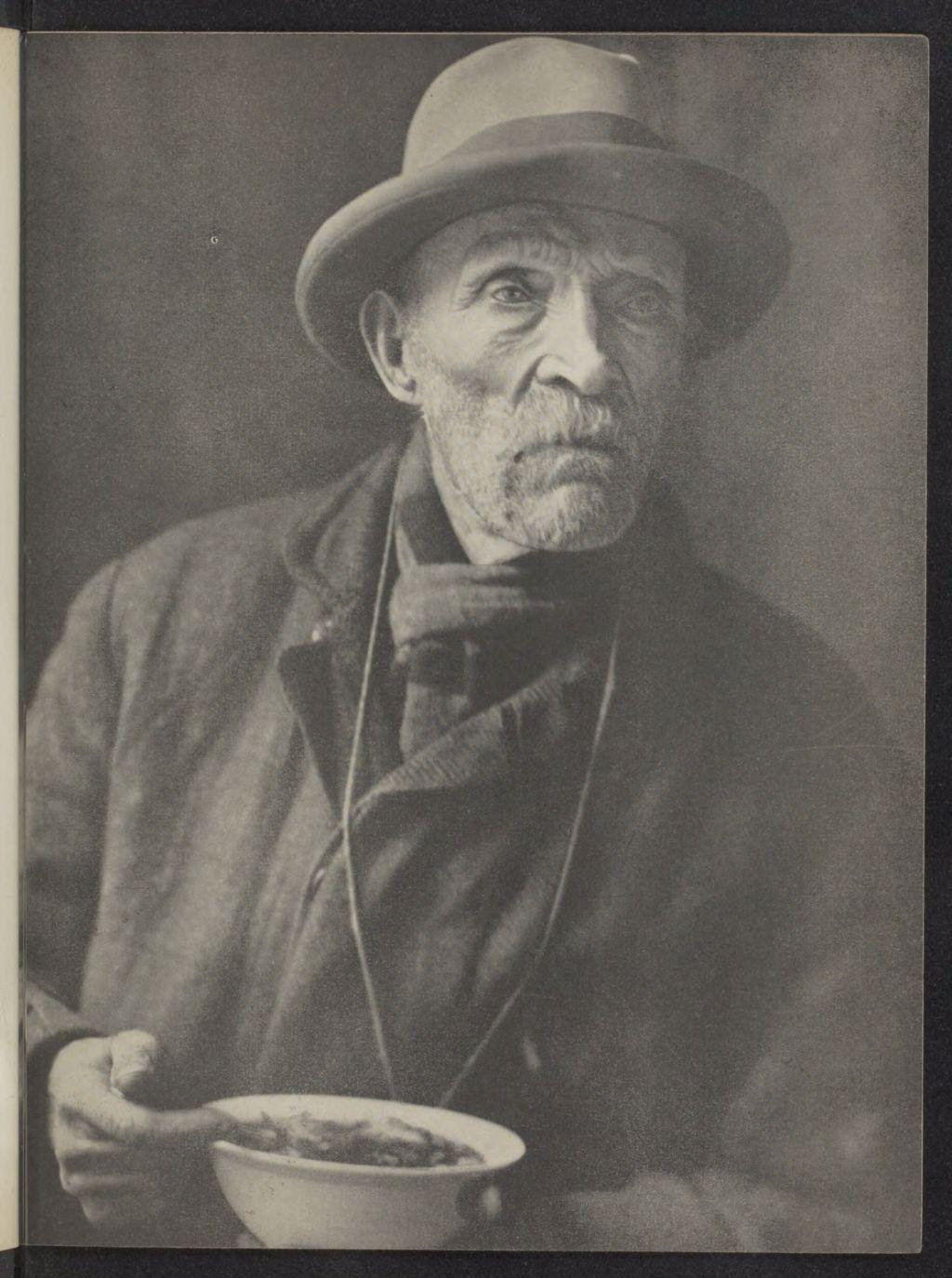
"Bedelaar, 82 jaar". Portretstudie door Toni Arens-Tepe (ca. 1932)

Bedelen is aalmoezen vragen om in het levensonderhoud te voorzien. Bedelen wordt, hoewel vaak gezien als ongewenst, veelal stilzwijgend getolereerd. In de meeste religieuze en spirituele traditie wordt het als een deugd gezien om aan de armen te geven. In het Verre Oosten bestaan bovendien zogenaamde bedelmonniken, zij die spiritualiteit zoeken door een leven zonder geneugten. Er zijn ook bedelorden in de christelijke traditie.

## Wettelijke status
Sommige overheden hebben wetgeving uitgevaardigd tegen bedelen. Het is dan illegaal maar wordt vaak oogluikend getolereerd. Het is moeilijk effectief tegen bedelen op te treden. Boetes zijn niet inbaar en vrijheidsstraffen zullen de bedelaar meestal ook niet van verder bedelen afhouden. Soms worden bedelaars uit bepaalde stadsdelen geweerd, maar dat betekent vaak een verplaatsing van het probleem naar andere wijken.

### Europees Hof voor de Rechten van de Mens
Het Europees Hof voor de Rechten van de Mens, opgericht in de schoot van de Raad van Europa, heeft in het arrest Lacatus tegen Zwitserland van 19 januari 2021 geoordeeld dat bedelen een mensenrecht is, dat volgt uit artikel 8 van het Europees Verdrag voor de Rechten van de Mens (recht op eerbiediging van het privéleven). Gemeenten die een algemeen bedelverbod invoeren, schenden dus artikel 8 EVRM. Een algemeen bedelverbod is dus niet aanvaardbaar volgens het Hof.
Een bedelverbod is slechts in uitzonderlijke omstandigheden mogelijk, bijvoorbeeld wanneer de rechten van anderen worden geschonden door agressief of opdringerig bedelen, of wanneer het leidt tot een effectieve belemmering van het verkeer of de doorgang.

### België
Tot 1993 was bedelen strafbaar gesteld. Al wie bedelend werd aangetroffen, kon door de politierechtbank opgesloten worden in een bedelaarsgesticht ter beschikking van de regering. De opsluiting bedroeg minstens twee en hoogstens zeven jaar voor "tot arbeid bekwame personen" die de liefdadigheid uitbuitten als "bedelaars van beroep". Dankzij de wet van 12 januari 1993 werd het bedelen en de landloperij gedecriminaliseerd. In 2005 werd een nieuwe wet goedgekeurd die de exploitatie van bedelarij strafbaar stelt (in het kader van mensenhandel).

## Kritiek
Veelgehoorde kritiek op bedelen is dat bedelaars hun geld zouden besteden aan alcohol, drugs of tabak. Vaak wordt dit als een argument aangehaald om niets aan bedelaars te geven, of slechts giften in natura. Bovendien zou het geven van geld aan een bedelaar hem slechts aansporen te blijven bedelen in plaats van zijn situatie te proberen te verbeteren.
Bovendien zijn vaak gaarkeukens en schuilplaatsen beschikbaar gesteld door overheden en liefdadigheidsinstellingen. Daarbij trachten veel van deze instellingen vaak de daklozen te prikkelen los te komen van de straat en op een of andere manier weer te integreren in de maatschappij. Mensen die echt willen helpen, zouden beter geld aan deze stichtingen overmaken dan het direct aan bedelaars geven.
Ook het feit dat veel landen een goed ontwikkeld sociaal stelsel hebben en mensen dus niet op straat hoeven te leven wordt als argument aangehaald.
Een onderzoek in Toronto met betrekking tot 52 bedelaars gaf als resultaat dat gemiddeld op een maandinkomen van 638 Canadese dollar 200 Canadese dollar aan vodsel besteed zou worden en 192 Canadese dollar en aan alcohol, drugs en tabak. Bij een ander Canadees onderzoek vertelden 7 van de 10 bedelaars dat ze hun inkomsten grotendeels aan deze laatste categorieën besteedden.

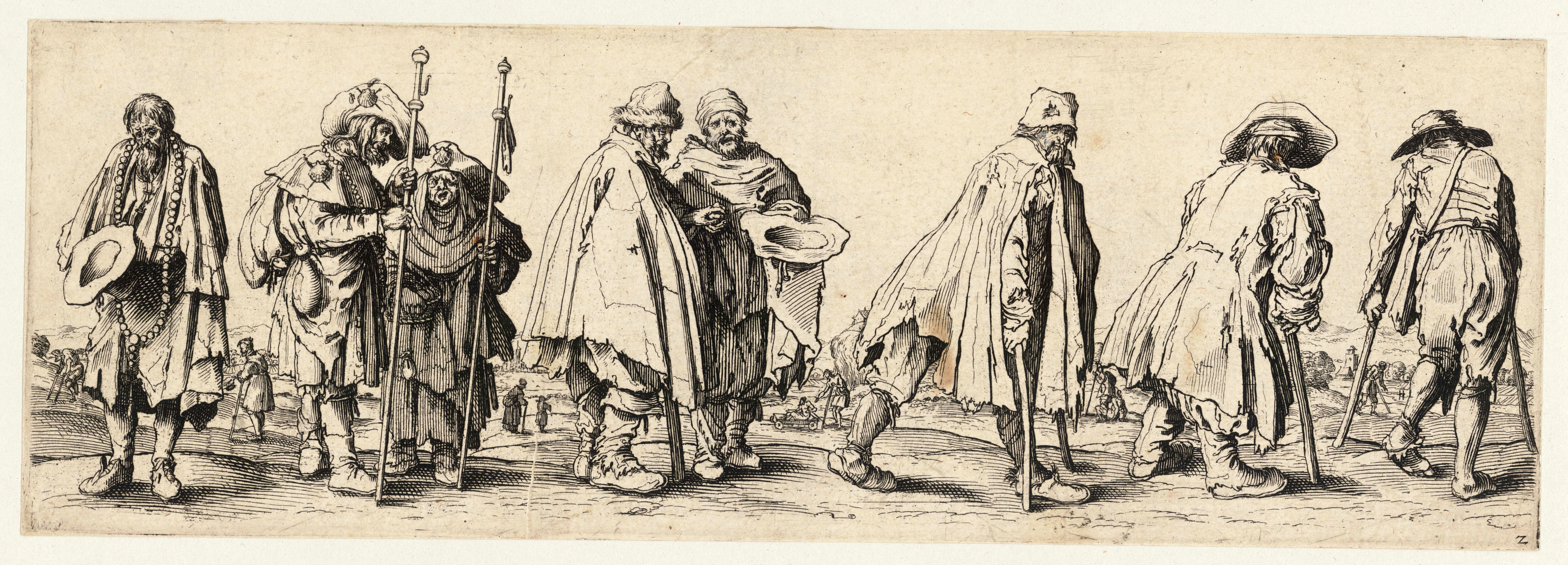
Acht bedelaars door Wenceslas Hollar (zeventiende eeuw)